# Hustle Rain
Hustle Rain, född 30 april 2019, är en dansk varmblodig travare, mest känd för att ha segrat i Sprintermästaren (2023).

## Bakgrund
Hustle Rain är en mörkbrun hingst efter Raja Mirchi och under Miss Possessed (efter Self Possessed). Han föddes upp av Thomas Lind-Holm, Danmark och ägs av Metro Invest A/S & Thomas Lind-Holm. Han tränas i Sverige av Mattias Djuse och körs av Magnus A. Djuse.

## Karriär
Hustle Rain började tävla i augusti 2021 och har till juli 2023 sprungit in 2 081 000 kronor på 18 starter, varav 8 segrar, 2 andraplatser och 1 tredjeplats. Han har tagit karriärens hittills största seger i Sprintermästaren (2023). Han har även segrat i Gay Noons lopp (2022), E3-revanschen (2022) och kommit på fjärde plats i Konung Gustaf V:s Pokal (2023).